# Embalse de La Tajera
El embalse de la Tajera se halla situado en la cuenca del río Tajuña, en la provincia de Guadalajara, en la comunidad autónoma de Castilla-La Mancha (España). Anegó las vegas de Torrecuadrada de los Valles (Torremocha del Campo), el Val de San García (Cifuentes) y El Sotillo. Fue construida por el ingeniero español Luis F. Rodríguez.

## Tipología
La presa se ubica entre los términos de El Sotillo y Cifuentes. Es una presa de tipo bóveda, con una altura de 62 metros, con un volumen de agua embalsada de 64 hm³ y con una cuenca receptora de 590 km² y ocupando una extensión de 450 ha. Pertenece a la Confederación Hidrográfica del Tajo y es una subcuenca del río Tajo.

## Historia
La expropiación de las tierras agrícolas se realizó en el año 1964, aumentando la despoblación de los pueblos afectados, ya iniciada a finales de la década de los años 50, pero las obras no comenzaron a realizarse hasta los años 80, con múltiples fallos en la construcción de la presa, por lo que su inauguración tuvo lugar en 1993 y no pudiéndose retener el volumen máximo del embalse hasta el año 2003.
Actualmente, el embalse de la Tajera, abastece de agua a los pueblos del sureste de la Comunidad de Madrid, de 12 a 15 hm³, a través del sistema Almoguera-Mondejár, del que ya se surte, la Mancomunidad de aguas del Río Tajuña.

## Galería fotográfica

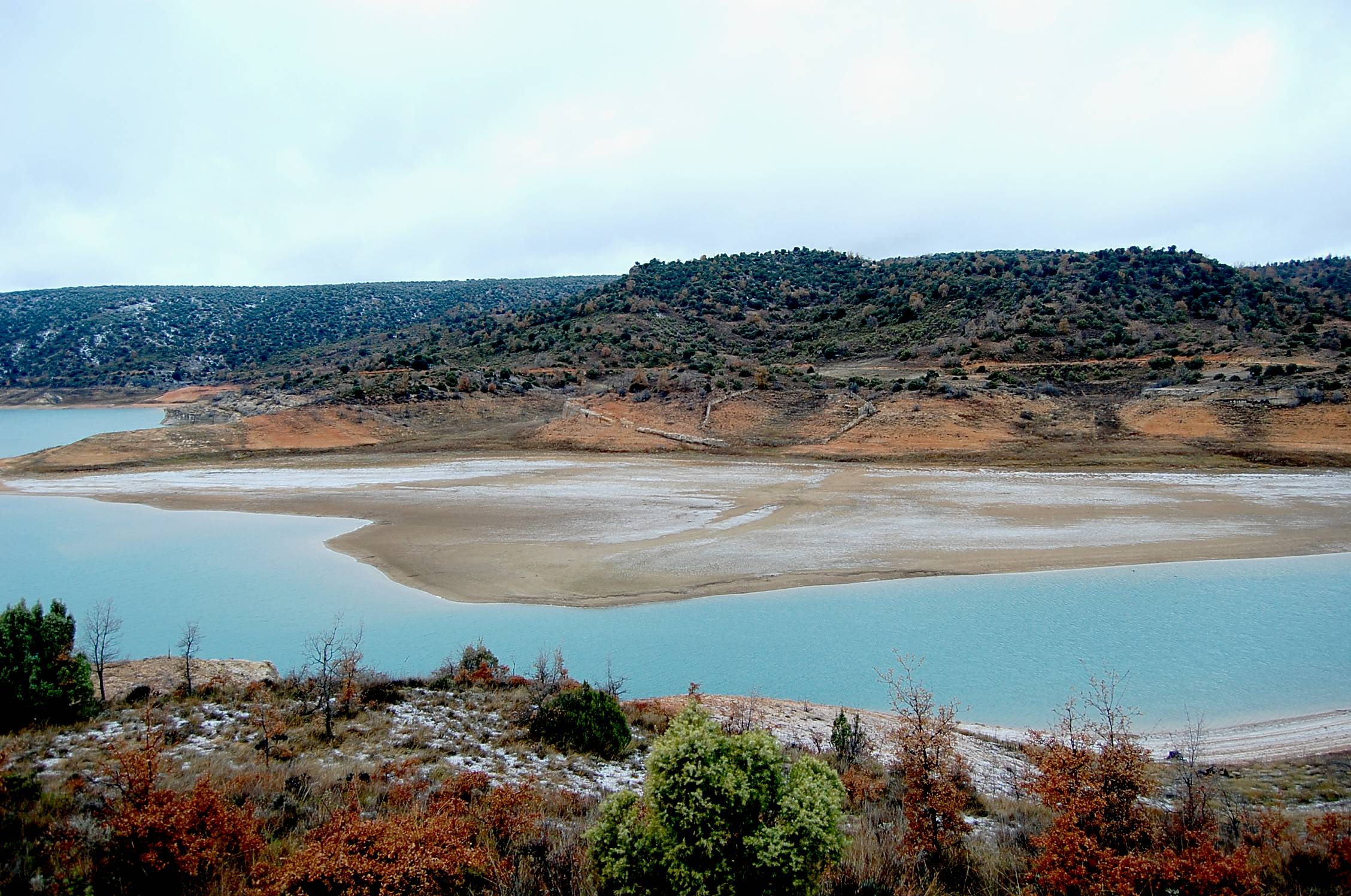
Estado del embalse en noviembre de 2008.